# Schierling (Oberpfalz)
Schierling este o comună-târg din districtul Regensburg, regiunea administrativă Palatinatul Superior, landul Bavaria, Germania. Deoarece în germană Schierling are mai multe sensuri, atunci când este necesar se precizeză astfel: Schierling (Oberpfalz) (Schierling din regiunea administrativă de tip Regierungsbezirk Palatinatul Superior).